# Prix Zamenga
Le prix Zamenga ou prix littéraire Zamenga est un prix littéraire créé par diverses structures du monde littéraire congolais réunies à l’initiative du Centre Wallonie-Bruxelles pour honorer la mémoire de l'écrivain congolais Zamenga Batukezanga (1933-2000). Organisé chaque année depuis 2017, des écrivains congolais âgé de moins de 40 ans peuvent y participer librement en soumettant une nouvelle écrite en français sur un thème libre d'actualités ou proposé par l'organisation du concours,.

## Présentation
Le prix Zamenga est un concours de nouvelle originale écrite en français et racontant la vie quotidienne kinoise. Sur plus de 200 participants, 8 sont nommées, le troisième, second et premier reçoivent respectivement 300$, 500$ et 1000$ plus un lot de livres. Le centre Wallonie-Bruxelles accueille chaque année cet événement, la première édition est parrainée par le député congolais Serge Maabe, et à l’occasion de la commémoration de la Journée internationale de l’écrivain africain, célébrée le 7 novembre, la troisième édition voit le soutien du ministre de la Culture de la République démocratique du Congo.

## Les lauréats
- 2018 : 1er prix Serge Kadima Tshamala , 2e prix Marshall Ahungo  et 3e prix Laurianne Matondo Odio [1]
- 2019 : 1er prix Patrick Kalonji Kabengele, 2e prix Vaillant Nico Weza et 3e prix Anita Lukando [5]
- 2020 : 1er prix Marshall Ahungo[6], 2e prix Pagnol-Marcel et 3e prix Yannick Ethan Kaumbo[7]
- 2021 : 1er prix Yannick Kaumbo, 2e prix Jonathan Elenga et 3e prix Marc Bamenga[8]